# 차화선
차화선(車化善 1895년 ~ ?)은 일제강점기 때의 만주국 참사관, 조선 총독부 군수이다.

## 출생
1895년 4월 황해도 곡산에서 태어났다.

## 생애
1915년 3월 조선총독부 농림학교를 졸업했다. 같은해 6월 판임관견습 시험에 합격해 1916년 3월부터 함경북도 명천군 판임관 견습으로 근무하다가 1918년 3월 명천군 서기에 임명되었다. 이어 1919년 11월부터 조선총독부 식산국 농무과 기수로 근무하면서 1925년부터는 농무과 속을 겸했다. 1927년 10월 군수로 승진해 경상북도 경산군수로 부임했다. 경산군수로 제직하던 1928년 11월 쇼와천황 즉위기념 대례기념장을 받았다. 1932년 9월 경상북도 고령군수를 거쳐 1937년 1월부터 예천군수로 재직하다가 그해 7월 만주국에서 일본의 치외법권이 철폐되자 조선총독부 방침에 따라 만주국 관리로 전임하기 위해 퇴직했다. 1935년 9월 훈6등 서보장을 받았다. 1937년 8월 만주로 건너가 만주국 퉁화성 장관관방 사무관으로 근무했다. 1938년 3월 이사관으로 승진해 1941년 3월까지 퉁화성 민생청 사회과장을 맡았다. 1938년 12월 동아일보사 퉁화지국 고문을 겸했다. 1941년 3월 무단장성 성장관방 참사관(천임관 2등)에 임명되었으며, 1943년 3월 천임관 1등으로 승급되었다. 1943년 4월 젠다오성 허룽현장으로 전근했으며, 1943년 10월 행정구역 개편에 따라 둥안성, 젠다오성, 무단장성이등만쭝성으로 통합되자 둥만쭝성 허룽현장이 되었다. 1944년 10월 국무원 총무국 참사관에 발탁되어 총무청관방에서 근무했다.

## 참고자료
- 친일인명사전편찬위원회 (2009). 《친일인명사전》. 662쪽.